# Васадзе, Натела Шалвовна
Натела Шалвовна Васадзе (род. 1 августа 1930, Кутаиси) — советский хозяйственный, государственный и политический деятель, доктор педагогических наук, действительный член Академии педагогических наук СССР (1989), иностранный член Российской академии образования (1999).

## Биография
Родилась в 1930 году в Кутаисе. Член КПСС с 1952 года.
С 1950 года — на хозяйственной, общественной и политической работе. В 1950—2010 гг. — заместитель секретаря комитета ЛКСМ Грузии Тбилисского государственного университета, 1-й секретарь Орджоникидзевского районного комитета ЛКСМ Грузии, секретарь, заведующая Отделом учащейся молодёжи, 2-й секретарь ЦК ЛКСМ Грузии, секретарь ЦК ВЛКСМ, инспектор, ответственный организатор ЦК КП Грузии, секретарь Грузинского республиканского Совета профсоюзов, ректор Тбилисского государственного педагогического института имени А. С. Пушкина, министр просвещения Грузинской ССР, председатель Педагогического общества Грузинской ССР, преподаватель кафедры педагогики, профессор-консультант Тбилисского государственного университета, президент Академии педагогических наук Грузии, главный научный сотрудник Научно-исследовательского института педагогики Грузии.
Делегат XXV съезда КПСС.
Живёт в Тбилиси.
Почётный гражданин Тбилиси (2024).